# Walid Mubarak
Walid Mubarak, Waleed Mubarak (arab. ‏وليد الجاسم‎; ur. 18 listopada 1959, zm. 26 maja 2025 w Paryżu) – piłkarz z Kuwejtu, reprezentant kraju.
Uczestnik igrzysk olimpijskich 1980. W 1982 został powołany przez trenera Carlosa Alberto Parreirę na mistrzostwa świata 1982, gdzie reprezentacja Kuwejtu odpadła w fazie grupowej.
Jego bracia, Na’im i Mahbub, również grali na mistrzostwach świata 1982.